# Intrinsic
Intrinsic ist eine US-amerikanische Power- und Speed-Metal-Band aus Morro Bay, Kalifornien, die im Jahr 1984 gegründet wurde, sich 1996 auflöste und 2006 wieder zusammenfand.

## Geschichte
Die Band wurde im Jahr 1984 von den Gitarristen Ron Crawford und Mike Mellinger gegründet. Die Band spielte zusammen mit Gruppen wie Megadeth und Armored Saint, bevor sich die Gruppe von Sänger Garret Graupner trennte, nachdem das selbstbetitelte Debütalbum im Jahr 1987 erschienen war. Von ihm wurden 10.000 Exemplare verkauft. Im Jahr 1988 kam ex-Metal-Church-Sänger David Wayne zur Band, jedoch verließ er sie – weil er seinen Selbstverwirklichungsdrang dem Bandgedanken nicht unterordnen wollte – auch bald schon wieder, um Heathen beizutreten. Auf der EP Distortion of Perspective ist als neuer Sänger Lee Dehmer enthalten. Gitarrist Garrett Craddock hatte außerdem Ron Crawford ersetzt. Im Jahr 1996 folgte das zweite Album Closure. Auf dem Album sind Sänger Dehmer, die Gitarristen Craddock und Michael Mellinger, Schlagzeuger Christopher Binns und Bassist Mike McClaughlin zu hören. Im selben Jahr löste sich die Band auf. Sie fand im Jahr 2006 wieder zusammen und spielte im September 2006 ihr erstes Konzert seit der Neugründung.

## Stil
Die Band spielt eine aggressive Mischung aus Power- und Thrash-Metal, sodass die Band vergleichbar mit Gruppen wie Savage Grace und Griffin ist.

## Diskografie
- 1987: Intrinsic (Album, No Wimp Records)
- 1990: Distortion of Perspective (EP, Cheese Flag Records)
- 1996: Closure (Album, Teichiku Records)
- 2015: Nails (Album, Divebomb Records)